# Estlands kommuner

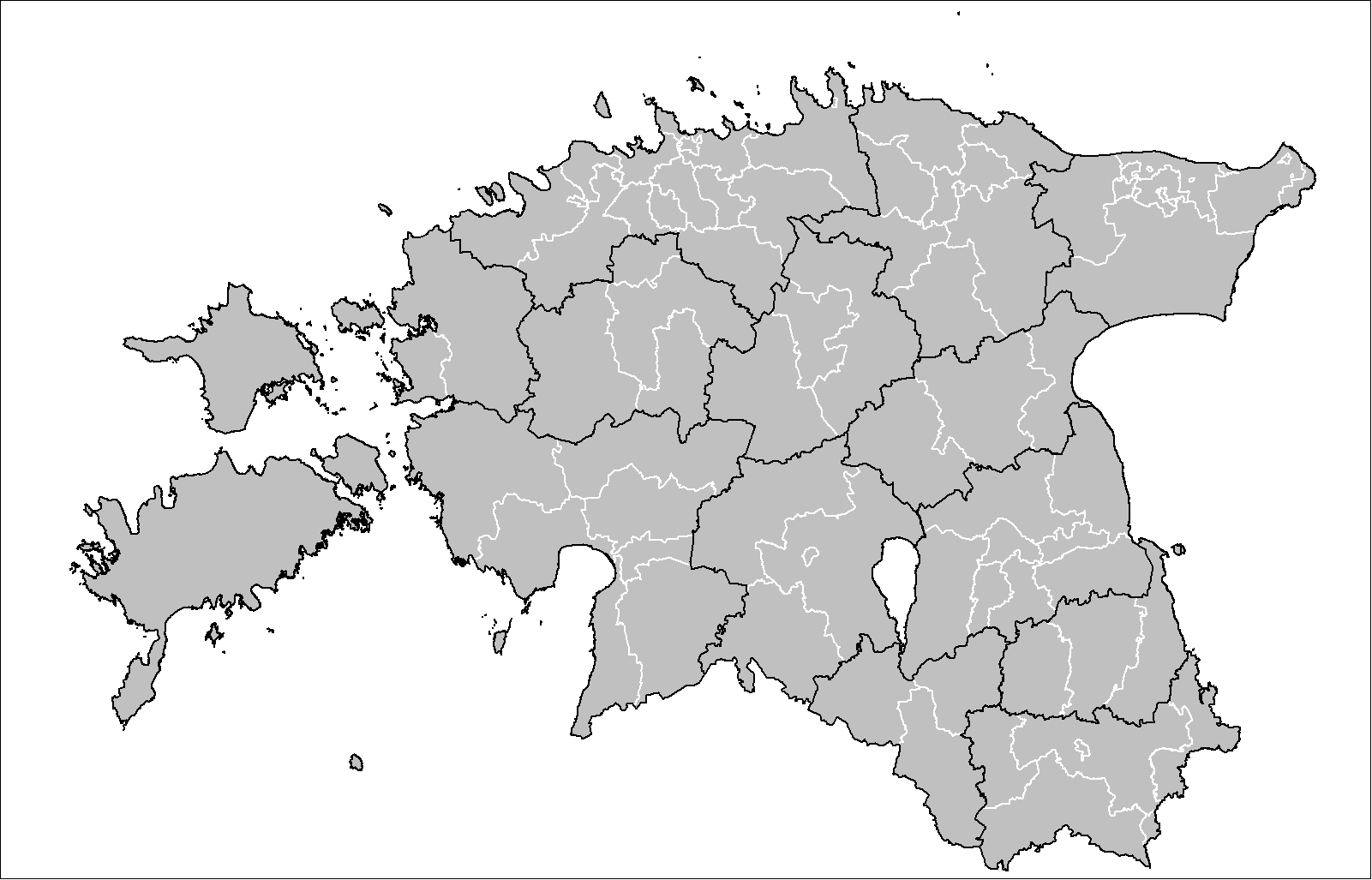
Estlands kommuner efter kommunreformen 2017.

En kommun (estniska: omavalitsus) är den minsta administrativa enheten i Estland. Varje kommun är en självstyrande enhet med representativa och exekutiva organ. Hela Estland är uppdelat i kommuner.
Estlands kommuner är av två typer, städer (estniska: linnad, linn i singular) och landskommuner (estniska: vallad, vald i singular). Det finns ingen annan statusskillnad mellan dem. Efter kommunreformen 2017 finns det sammanlagt 79 kommuner i Estland, varav 15 städer och 64 landskommuner..
En kommun kan innehålla en eller flera orter. En del städer är indelade i stadsdelar (estniska: linnaosad, linnaosa i singular) med begränsat självstyre, till exempel är Tallinn indelat i de åtta stadsdelarna Haabersti, Kesklinn, Kristiine, Lasnamäe, Mustamäe, Nõmme, Pirita och Põhja-Tallinn.
Kommunernas invånarantal varierar från Tallinn med över 400 000 invånare till Runö kommun med så få som 150.

## Kommunens administration
I varje kommun finns ett kommunfullmäktige och en kommunstyrelse.
Kommunfullmäktige (estniska: linnavolikogu i städer respektive vallavolikogu i landskommuner) väljs på tre år. Ledamöterna väljer en ordförande (estniska: volikogu esimees) som organiserar fullmäktigearbetet och representerar kommunen.
Kommunstyrelsen (estniska: linnavalitsus i städer respektive vallavalitsus i landskommuner) leds av en borgmästare (estniska: linnapea) i städer respektive ett kommunalråd (estniska: vallavanem) i landskommuner. Kommunalrådet, som inte samtidigt kan vara kommunfullmäktiges ordförande, väljs av kommunfullmäktige med en mandatperiod på tre år. De andra kommunstyrelseledamöterna väljs av kommunal- eller borgarrådet med fullmäktiges godkännande.